# Alcolea de Calatrava
Alcolea de Calatrava è un comune spagnolo di 1 475 abitanti situato nella comunità autonoma di Castiglia-La Mancia.